# Campagne sous-marine soviétique de la mer Baltique en 1941
Front de l'Est (Seconde Guerre mondiale)
Batailles
- Campagne de 1941
- Campagne de 1942
- Campagne de 1943
- Campagne de 1944
- Campagne de 1945

La campagne sous-marine soviétique de la mer Baltique en 1941 a été lancée par la marine soviétique au début de l’Opération Barbarossa. L'offensive a été entravée par la rapide avance au sol des troupes allemandes et le retrait des navires de guerre soviétiques des principaux ports de la mer Baltique.

## Contexte

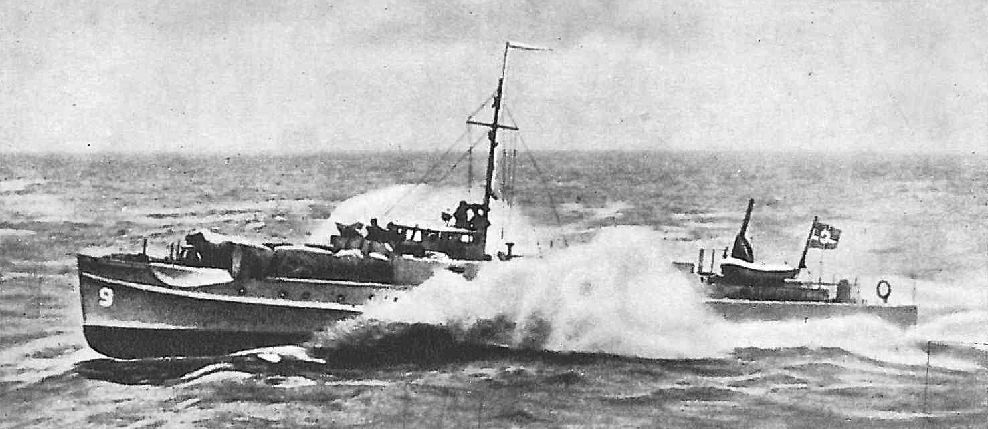
E-Boot.

Au début du conflit, la Marine Soviétique exploitait une force sous-marine estimée à 75 sous-marins. Cependant, seuls 35 sous-marins étaient opérationnels : 15 d'entre eux étaient situés dans le port letton de Liepāja. Ils ont reçu l'ordre de se retirer à Tallinn en raison de la rapide avancée allemande, lors de ce redéploiement, le sous-marin S-3 a été intercepté et coulé en surface par les S-Boot allemands le 24 juin 1941. Cinq autres sous-marins ont été sabordés dans le port, dont les deux anciens sous-marins lettons de la classe Ronis. Au début de l’Opération Barbarossa, la marine allemande n'exploitait qu'une force navale relativement petite, dont cinq sous-marins (U-140, U-142, U-144, U-145 et U-149) et des vedettes lance-torpilles .

## Opérations sous-marines
- 23 juin, le sous-marin allemand U-144 a torpillé et coulé le sous-marin soviétique M-78[2] au large de Liepaja.
- 27 juin, le sous-marin allemand U-149 a torpillé et coulé le sous-marin soviétique M-99[3] à l'est de l'île de Dagö.

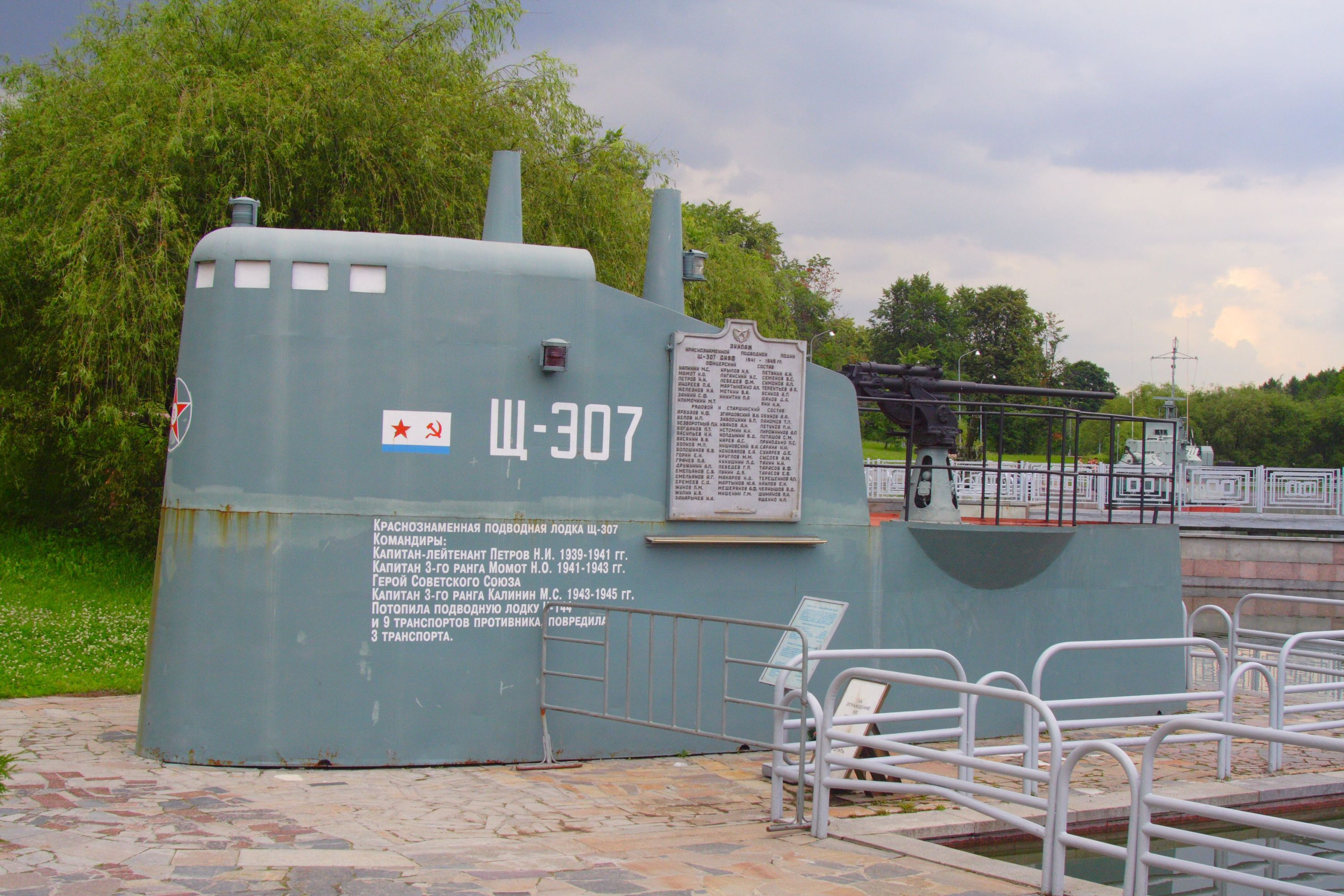
Tourelle du ShCh-307.

- 28 juin, le sous-marin soviétique S-10[4] a été perdu, probablement dans le détroit d'Irbene.
- 1er juillet, le sous-marin soviétique M-81[5] a été perdu, miné au large de Vormsi, en Estonie.
- 21 juillet, le sous-marin allemand U-140 a torpillé et coulé le sous-marin soviétique M-94[6].
- 2 août, le sous-marin soviétique S-11[7] a percuté une mine et coulé au large de l'île de Hiiumaa, en Estonie. 3 membres d'équipage ont réussi à survivre, sortant de l'épave et nageant à la surface (le bateau était à 11 mètres de profondeur).
- 6 août, le sous-marin soviétique S-6[8] a disparu : l'épave fut découverte dans les eaux suédoises au large d'Öland en 2012.

- 10 août, le sous-marin soviétique Shch-307[9] a torpillé et coulé le sous-marin allemand U-144 à l'ouest de Dagö.
- 25 août ou après, le sous-marin soviétique M-103[10] a été miné et coulé au large de l'île de Vormsi, en Estonie.
- Mi-septembre, le croiseur-sous-marin soviétique P-1[11] a été miné et coulé au large de Hanko.
- 28 septembre, le sous-marin soviétique ShCh-319[12] était probablement le bateau responsable d'une attaque à la torpille ratée signalée sur le croiseur léger allemand Leipzig au large de la Péninsule de Sõrve.
- 23 septembre, le sous-marin soviétique M-74[13] est coulé par des avions allemands à Cronstadt. Relevé en 1942 mais jugé ne valant pas la peine d'être réparé.
- Après le 29 septembre, le sous-marin soviétique ShCh-319[12] a été perdu pour une raison inconnue mais très probablement miné.
- 11 octobre, le sous-marin soviétique ShCh-322[14] a probablement été perdu sur des mines.
- 13 octobre, le sous-marin soviétique ShCh-323[15] a tenté d'attaquer le croiseur léger allemand Köln, escorté par des torpilleurs au large de l'Estonie, mais il est repéré et l'attaque est interrompue.
- 16 octobre, le sous-marin soviétique ShCh-323 a torpillé et coulé le marchand allemand Baltenland[16] au large des côtes suédoises. C'était le seul navire marchand coulé directement avec une torpille par des sous-marins soviétiques dans la Baltique au cours de cette campagne.
- 5 novembre, dernière communication du sous-marin soviétique ShCh-324[17], probablement coulé par des mines près de Tallinn.
- 14 ou 15 novembre, le sous-marin soviétique M-98[18] a coulé sur une mine dans le golfe de Finlande.

## Opérations de guerre des mines
Outre la perte précoce du sous-marin L-2, avant qu'il ne puisse poser le champ de mines prévu dans les eaux ennemies, et le déclassement du L-1 en août 1941, tous les sous-marins soviétiques disponibles avec des capacités de pose de mines étaient activement engagés. En raison du mouillage de mines défensif et offensif allemand et du minage aérien britannique ultérieur, le succès obtenu ne peut être confirmé.
Le 27 juin, le sous-marin L-3 a posé des mines au large de Memel. Ces mines ont frappé les navires suivants :
- 1er octobre, l'ancien marchand letton Kaija, coulé.
- 19 novembre, le marchand Henny, coulé.
- 22 novembre, le pétrolier suédois Uno, coulé. Il est également possible qu'il ait coulé sur un barrage défensif allemand.
- 26 novembre, le marchand allemand Engerau, coulé.

Le sous-marin L-3 a posé un autre champ le 19 juillet, au large de Brusterort, mais sans succès.
Le 12 août, le sous-marin EML Kalev a posé des mines à Uzava, en Lettonie. Il est possible que sur ce champ aient été perdus :
- 26 septembre, le charbonnier allemande Mosel I, coulé.
- 7 novembre, le marchand allemand Frauenburg, coulé.

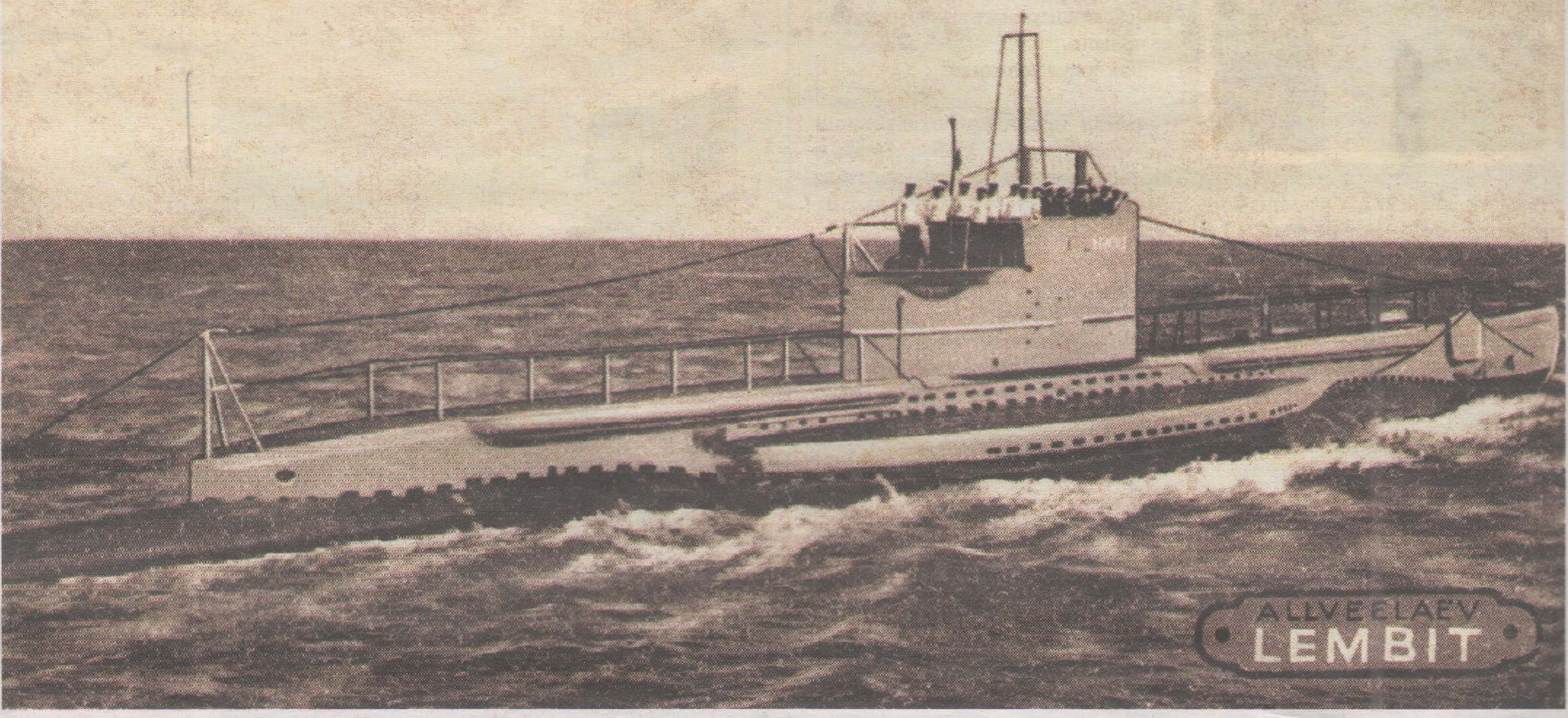
Sous-marin EML Lembit.

Le 17 août, le sous-marin EML Lembit a posé des mines à l'ouest de Bornholm. En 1942, ces mines ont frappé les navires suivants :
- 26 février 1942, le ferry suédois Starke, endommagé.
- 30 mai 1942, le marchand allemand Orkan, coulé ; plus probablement sur mine de la RAF larguée par voie aérienne.
- 13 juillet 1942, le marchand allemand Kathe O, endommagé.

Le sous-marin Lembit a posé un autre champ de mines le 5 novembre, dans la baie de Bjork. Certains navires finlandais ont ensuite été endommagés dans la région, mais les mines soviétiques n'étaient probablement pas responsables.
Début novembre, le sous-marin soviétique Kalev a probablement été perdu au large de Hanko, en raison des mines.
Le 14 novembre, le sous-marin soviétique L-2 a heurté trois mines différentes avant de couler au large de l'île de Keri : il partait pour poser des mines dans la Baie de Gdańsk il y eut 3 survivants.

## Conséquences
En fin de compte, les opérations sous-marines offensives soviétiques en 1941 ont échoué à obtenir un succès important (comme d’autres opérations navales), apparemment en raison d'un commandement et d'une organisation médiocres au début, en plus des pertes dues aux mines. Un autre problème pour les sous-marins soviétiques était d'opérer dans des eaux peu profondes, laissant peu de marge pour les manœuvres en profondeur, en plus du risque de mines et d'attaques aériennes.
L'attaque terrestre rapide des Allemands a surpris les Soviétiques et a aussi entravé les opérations navales avec la perte de ports. Elle a forcé tous les navires soviétiques opérant de Tallinn à se retirer dans le cadre de l'évacuation soviétique de Tallinn. Parmi les navires perdus il y avait les sous-marins S-5 (ru) et ShCh-301 (ru).